# Čeferin proti Sloveniji
Čeferin proti Sloveniji (št. 40975/08) z dne 16. januarja 2018 je sodba Evropskega sodišča za človekove pravice, s katero je sodišče odločilo, da je Slovenija kršila svobodo izražanja odvetniku Petru Čeferinu, ko ga je oglobila zaradi žaljivih izjav o sodišču in izvedencih. 

## Ozadje primera
Odvetnik Peter Čeferin je zastopal Ivana Perića za trojni umor leta 2002. Med sodno obravnavo na Okrožnem sodišču v Ljubljani leta 2004 je ustno komentiral izvedence in jim očital »neosmišljeno nakladanje«, »umotvore« in »strokovno šibkost«, njegove izjave so se v največji meri nanašale na delo izvedenca sodnomedicinske stroke prof. dr. Jožeta Balažica. Rekel je tudi, da si je »psihiater pomagal s psihološkimi metodami, ki jih absolutno ne razume« in psiholog z »z zastarelimi psihološkimi metodami iz kamene psihološke dobe ter neznanstvenim psihodinamskim konceptom«. Sodišče ga je oglobilo z obrazložitvijo, da so vrednostne ocene žaljive. Svojo odločitev je utemeljilo tudi s tem, da je izvedence potrdilo Ministrstvo za pravosodje in zato se o njih ne sme dvomiti. V pritožbi je Čeferin zatrjeval, da sodišča kaznujejo odvetnike, da bi prikrila njihovo lastno neprofesionalnost in nesposobnost. V drugi pritožbi v okviru istega sojenja je Čeferin zapisal, da psiholog “ne more imeti niti najmanjšega pojma”, njegovo delo “je na nivoju šarlatanstva”, njegovi zaključki so skoraj “diletantski”. Očital mu je tudi “malomarnost” in “šlamparijo” ter da ni izvedenec ni pokazal “niti trohe prisotnosti znanstvenega dvoma”. Tudi zaradi teh zapisov ga je Višje sodišče v Ljubljani oglobilo.

## Postopek in odločitev ESČP
Čeferinovo ustavno pritožbo zoper prvo globo je Višje sodišče v Ljubljani potrdilo, nato pa Ustavno sodišče zavrnilo z osmimi glasovi proti enemu. Ustavni sodnik Ciril Ribičič je spisal odlklonilno ločeno mnenje. Pritožbo zoper odločitev o drugi globi sta zavrgla tako Vrhovno kot Ustavno sodišče. 
Evropsko sodišče človekovih pravic je s šestimi glasovi proti enemu odločilo, da je Slovenija Čeferinu kršila svobodo izražanja, varovano z 10. členom Evropske konvencije o človekovih pravicah. Ponovilo je, da Konvencija ne ščiti le informacij in idej, ki so sprejete z naklonjenostjo ali indiferenco, ampak tudi take ki prizadanejo, šokirajo ali vznemirijo (“offend, shock or disturb”). Sodišča in sodniki so predstavniki oblasti in kot taki podvrženi javni kritiki. 
Sodišče se je oprlo na svoje pretekle odločitve, predvsem Nikula proti Finski (31611/96 z leta 2002) in Morice proti Franciji (29369/10 z leta 2015). Sodišče je v odločitvah poudarilo, da je treba ločiti opis dejstev od vrednostnih sodb. Dejstva so preverljiva, vrednostne ocene pa niso in zato so zaščitene, razen če je omejitev “nujna v demokratični družbi”. V sodbi Morice je sodišče odločilo, da (a) pravniki lahko javno komentirajo sodišče, če kritika ne prestopi mej, katerih namen je ščititi pred neupravičenimi in neutemeljenimi napadi, katerih namen bi lahko bil izključno želja ali strateginja zagotoviti sodno razpravo v medijih ali kaznovati sodnike, ki sodijo v konkretni zadevi, (b) pravniki niso zaščiteni, če očitki prestopijo dovoljeno izražanje komentarjev brez podlage v dejstvih, in (c) pripombe pravnikov naj bodo ocenjene v splošnem kontekstu zadeve, kar pomeni z vidika, ali so lahko zavajajoče ali da so neosnovani osebni napadi in z vidika, ali obstaja zadostna povezava z dejstvi konkretnega primera (sodba Morice proti Franciji, točka 134 in 139, tudi povzeto v Peruzzi proti Italiji).
Sodišče je zaključilo, da Čeferinove pripombe niso predstavljale neosnovanih osebnih napadov in ni mogoče zavzeti stališča, da je njihov edini namen bil žalitev izvedencev, tožilca ali sodišča. So torej v mejah kritike, ki jo konvencija ščiti.

## Ločeno mnenje sodnika Galiča
Namesto sodnika Marka Bošnjaka je bil v senatu ad hoc sodnik Aleš Galič, ki je v odklonilnem ločenem mnenju nasprotoval odločitvi sodišča. Zatrjeval je, da je sodišče nepravilno prevajalo Čeferinove izjave. Zatrjeval je, da so za “nakladanje” ustreznejši prevod “loading”, “talk shit”, “bullshit” in “crap”, uporaba besede “umotvor” pa napeljuje, da je nekaj posebno neumno (“particularly stupid”). Po njegovem mnenju uporaba teh izrazov, pa tudi izrazov “šlamparija”, “kamena doba”, “farsa” in “katastrofa”, ne bi smela biti zaščitena. Opiral se je na sodbo Peruzzi proti Italiji, v kateri Evropsko sodišče človekovih pravic ni našlo kršitve v kaznovanju odvetnika, ki je sodniku očital zavestno in namerno sodniško samovoljo in pristransko sojenje.